# Jóvenes del swing

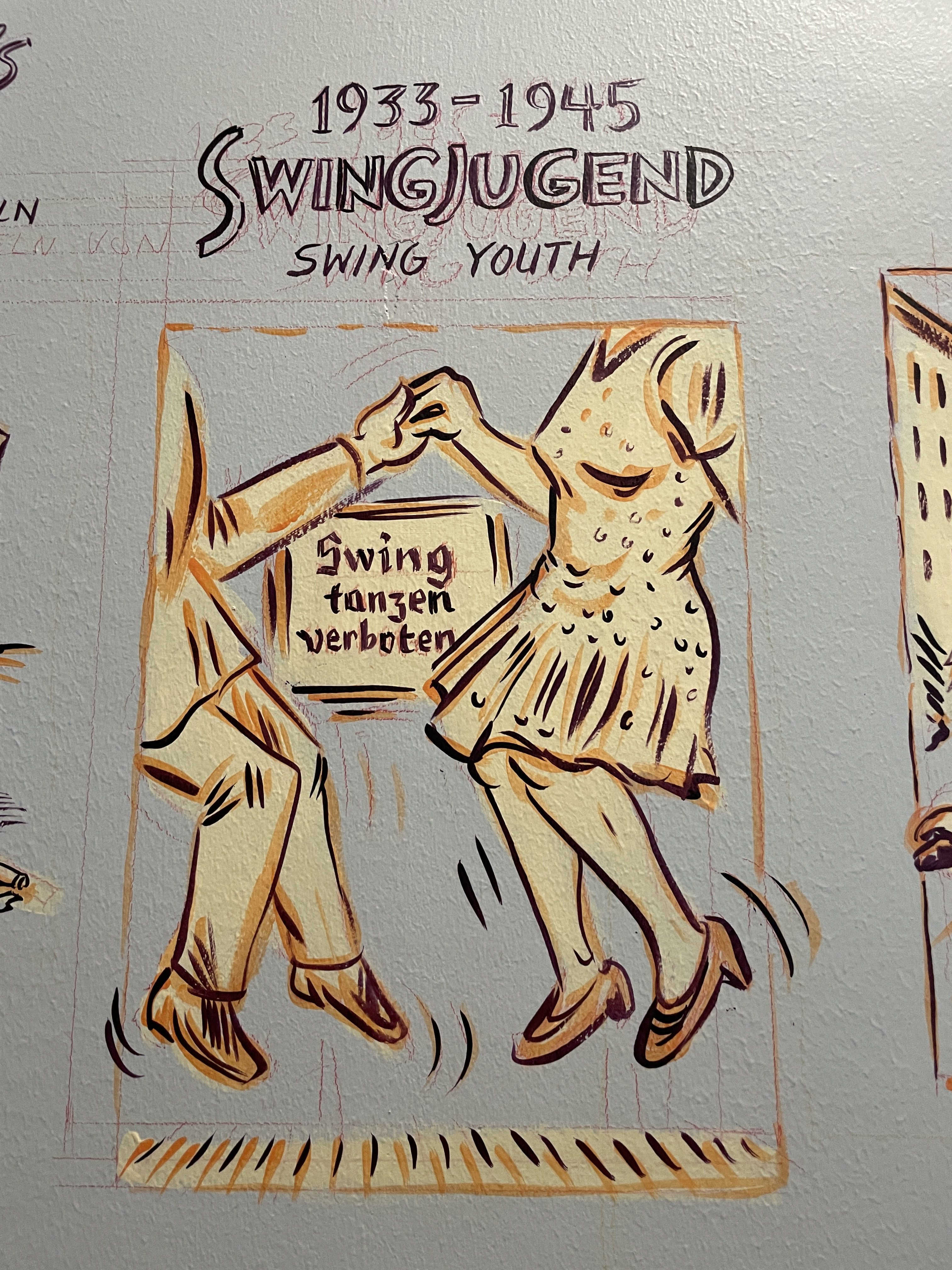
"Prohibido bailar swing", ilustración en exposición en el Foro Humboldt

Los jóvenes del swing o «chicos swing» (en alemán: Swingjugend), eran muchachos alemanes, en la década de 1930, que imitaban la última moda británica y estadounidense. Llevaban abrigos demasiado grandes, sombreros tipo hongo, paraguas negros y el pelo largo. Exaltados por la exuberancia del baile, tenían conocimientos enciclopédicos acerca del jazz.
La película Swing Kids (1993) refleja este ambiente de la Alemania de 1939. Cuando Adolf Hitler estaba a punto de conducir su país a la guerra, imponiendo una dura disciplina que negaba la libertad individual, grupos de jóvenes alemanes, bajo la influencia de la pasión política y el mensaje de libertad de la música swing estadounidense, se rebelaron contra ese orden.
Lo que empezó como una inocente rebelión juvenil se convirtió en una peligrosa rebelión política contra la amenazante marea nazi, por lo que fueron perseguidos y masacrados en los campos de concentración. Más de 300 de ellos fueron internados en campos de concentración.